# Панфилов, Никита Владиславович
Ники́та Владисла́вович Панфи́лов (род. 30 апреля 1979, Москва) — российский актёр театра, кино и телевидения, телеведущий.

## Биография
Никита Панфилов родился 30 апреля 1979 года в Москве, в театральной семье. Отец — Панфилов Владислав Владимирович, руководитель московского «Театра охочих комедиантов», доцент Академии повышения квалификации работников искусства, культуры и туризма. Мать — режиссёр в Московском театре «Монотон».
В возрасте пяти лет выступал на сцене в роли Ивана-царевича в одной из детских постановок, а в четырнадцать лет — Деда Мороза.
В московской средней школе № 809 занимался в секции греко-римской борьбы. К восьмому классу стал мастером спорта и вошёл в олимпийский резерв юношеской сборной страны.
Окончив среднюю школу в 1996 году, поступил на актёрский факультет Института современного искусства в Москве. Затем прошёл военную службу по призыву в рядах Вооружённых сил России. После службы подал документы сразу в несколько московских высших театральных учебных заведений.
В 2002 году поступил, а в 2006 году окончил актёрский факультет Школы-студии МХАТ в Москве (руководители курса — Игорь Золотовицкий и Сергей Земцов), после чего был принят в труппу Московского Художественного театра имени А. П. Чехова, где, будучи студентом, в 2003 году дебютировал в роли Икара в спектакле «Осада» Евгения Гришковца. Прослужил в МХТ имени А. П. Чехова десять лет (2006—2016).
В 2005 году дебютировал на телевидении, сыграв главную роль в телесериале «Адъютанты любви». После этого были небольшие роли в фильмах «Верёвка из песка», «Погоня за ангелом», в сериалах «Атлантида», «Путейцы», «Мать-и-мачеха» и других. В 2012 году вышел художественный фильм «Духless», в котором Никита Панфилов сыграл Мишу Вуду. Широкую известность актёр получил в 2015 году благодаря главной роли Максима Максимова в телесериале «Пёс». За роль Станислава Агапова, антагониста героя Павла Прилучного, в сериале «Мажор» (2014—2016), Панфилов был отмечен профессиональным призом Ассоциации продюсеров кино и телевидения в области телевизионного кино в номинации «Лучший актёр второго плана в телевизионном фильме/сериале».
С 2020 года сотрудничает с Государственным академическим Малым театром России в Москве, на сцене которого играет роль Иоганна Вильгельма Мёбиуса (пациента) в спектакле «Физики» по одноимённой пьесе Фридриха Дюрренматта в постановке Алексея Дубровского.

## Общественная позиция
20 апреля 2018 года за активную поддержку аннексии Крыма Россией Никита Панфилов был внесён в базу данных «Миротворца».
В 2019 году Панфилов заявил, что не будет посещать аннексированный Крым из-за съёмок телесериала «Пёс», действие которого происходит в Украине.

## Личная жизнь
Первая жена — Вера Бабенко, актриса театра и кино.
Вторая жена (2010—2015) — Лада Пояркова, журналист. Сын Добрыня (род. 2013).
Третья супруга (с 15 июня 2017—2022 года) — Ксения Соколова, врач-стоматолог. Дочь Аврора (род. июль 2018).

## Творчество

### Роли в театре

#### Московский художественный театр имени А. П. Чехова
- «Амадей» (Питер Шеффер; режиссёр Марк Розовский) — лакей Сальери
- «Изображая жертву» (Братья Пресняковы; режиссёр Кирилл Серебренников) — Третий чёрный матрос, Женщина в бассейне, Верхушкин
- «Киже» (Юрий Тынянов, Кирилл Серебренников и Алексей Сюмак; режиссёр Кирилл Серебренников) — Офицер
- «Конёк-Горбунок» (Пётр Ершов и Братья Пресняковы; режиссёр Евгений Писарев) — Крестьянин, Продавец, Мужик на Рыбе, Сом
- «Осада» (Евгений Гришковец; режиссёр Евгений Гришковец) — Икар
- «Последний день лета» (Вячеслав и Михаил Дурненковы; режиссёр Николай Скорик) — Гена
- «С любимыми не расставайтесь» (Александр Володин; режиссёр Виктор Рыжаков) — Массовик / Никулин
- «Тартюф» (Жан-Батист Мольер; режиссёр Нина Чусова) — Валер, офицер
- «Тутиш»
- «Ундина» (Жан Жироду; режиссёр Николай Скорик) — Рыцарь Ганс
- «Чайка» (Антон Чехов; режиссёры Олег Ефремов и Николай Скорик) — Яков, работник

#### Государственный академический Малый театр России (Москва)
- 2020 — «Физики» по одноимённой пьесе Фридриха Дюрренматта (режиссёр-постановщик — Алексей Дубровский; премьера — 14 марта 2020 года) — Иоганн Вильгельм Мёбиус, пациент[4]

### Фильмография
| Год          |     | Название                          | Роль                                                                                           |
| ------------ | --- | --------------------------------- | ---------------------------------------------------------------------------------------------- |
| 2005         | с   | Верёвка из песка                  | Сундук                                                                                         |
| 2005—2006    | с   | Адъютанты любви                   | Пётр Иванович Черкасов                                                                         |
| 2007—2010    | с   | Путейцы                           | Валерий Фёдоров                                                                                |
| 2007         | с   | Погоня за ангелом                 | эпизод                                                                                         |
| 2007         | с   | Иван Подушкин. Джентльмен сыска 2 | Джон (серия «13 несчастий Геракла»)                                                            |
| 2007—2008    | с   | Мачеха                            | Принц, московский продюсер                                                                     |
| 2008         | кор | Про зайца                         | Никита                                                                                         |
| 2008         | с   | Ставка на жизнь                   | Мотылёк                                                                                        |
| 2008         | с   | Взрослые игры                     | Принц, московский продюсер                                                                     |
| 2008         | с   | Я вернусь                         | Графов, молодой поэт                                                                           |
| 2008—2010    | с   | Братаны                           | Алексей Евгеньевич Шмелёв («Шмель»)                                                            |
| 2008—2011    | с   | Универ                            | эпизод                                                                                         |
| 2009         | с   | Черчилль                          | Влад, жених Светланы                                                                           |
| 2009         | с   | Однажды будет любовь              | Витэк                                                                                          |
| 2009         | ф   | Кровь не вода                     | Юра                                                                                            |
| 2010         | с   | Анжелика                          | Паша, музыкант                                                                                 |
| 2010         | ф   | Треск                             | Выгодский в молодости                                                                          |
| 2011         | с   | Всё к лучшему                     | Александр Костин                                                                               |
| 2011         | с   | Охраняемые лица                   | Алексей                                                                                        |
| 2011         | с   | Срочно в номер. На службе закона  | Ян Качко (серия «Линия русской обороны»)                                                       |
| 2012         | ф   | Духless                           | Михаил (Миша «Вуду»)                                                                           |
| 2012         | с   | Учитель в законе. Возвращение     | Тарас, секретарь Вагона                                                                        |
| 2012         | с   | Инспектор Купер                   | Олег Евсеев (эпизод «Ниночка»)                                                                 |
| 2013         | с   | Стройка                           | Грановский                                                                                     |
| 2013         | с   | Точка взрыва                      | Алексей Романов («Малыш»), террорист                                                           |
| 2014         | ф   | Вычислитель                       | Матиас                                                                                         |
| 2014         | с   | Личное дело                       | Павел Анатольевич Терентьев, адвокат                                                           |
| 2014—2016    | с   | Сладкая жизнь                     | Игорь                                                                                          |
| 2014—2016    | с   | Мажор                             | Станислав Анатольевич Агапов                                                                   |
| 2015         | с   | Как я стал русским                | Олег, бывший парень Ани                                                                        |
| 2015         | ф   | Побег из Москвабада               | Карпов                                                                                         |
| 2015         | с   | Лондонград                        | Вадим                                                                                          |
| 2015—2021    | с   | Пёс                               | Максим Максимов                                                                                |
| 2015         | ф   | 30 свиданий                       | Олег                                                                                           |
| 2015         | с   | Клим                              | Дмитрий Зуев, грабитель                                                                        |
| 2016         | ф   | Шестнадцатилетний виски           | бизнесмен Михаил, друг детства Алексея, ныне его враг                                          |
| 2016         | ф   | Молот                             | «Солдат», бандит, кредитор и сообщник Евгения                                                  |
| 2017         | ф   | Салют-7                           | Игорь Зайцев, космонавт                                                                        |
| 2017         | с   | Победители                        | Николай Иванович Андронов, присяжный поверенный                                                |
| 2018         | с   | Пуля                              | Кирилл Иванович Романов                                                                        |
| 2018         | с   | Расплата                          | Андрей Андреевич Морозов                                                                       |
| 2018         | с   | Презумпция невиновности           | Денис Викторович Глебов, майор полиции, следователь                                            |
| 2020 — н. в. | с   | Лихач                             | Сергей Викторович Сотников, подполковник полиции/полковник полиции, оперуполномоченный, байкер |
| 2020         | с   | Грозный                           | Иван Петрович Фёдоров-Челяднин, боярин                                                         |
| 2023 — н. в. | с   | Акушер                            | Глеб Валерьевич Каверин                                                                        |
| 2024         | с   | Лепила                            | Сергей Рашидов                                                                                 |
| 2024         | с   | Положение вещей                   | Вадим                                                                                          |
| 2025         | с   | Коп-Звезда                        | майор полиции, Андрей Китаев                                                                   |

### Работа на телевидении
- С 2014 года — ведущий документальных телепрограмм «Бастионы России» и «Земля героев» на каналах «Моя планета» и «Россия-1».
- С 2025 года — ведущий спортивного шоу «Гладиаторы» на канале «НТВ»[10][11].